# Tigerton
Tigerton est un village du comté de Shawano, dans l'État du Wisconsin, aux États-Unis. En 2020, il comptait une population de 708 habitants.